# Koide (Klan)

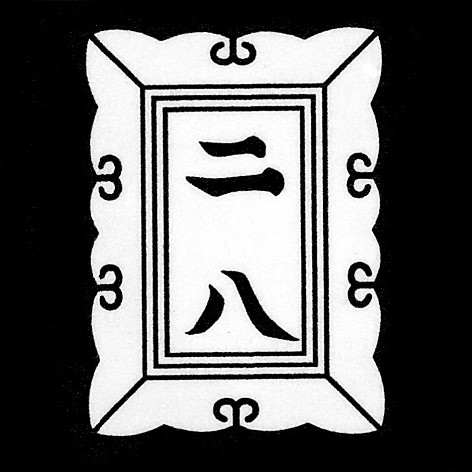
Wappen des älteren Zweiges

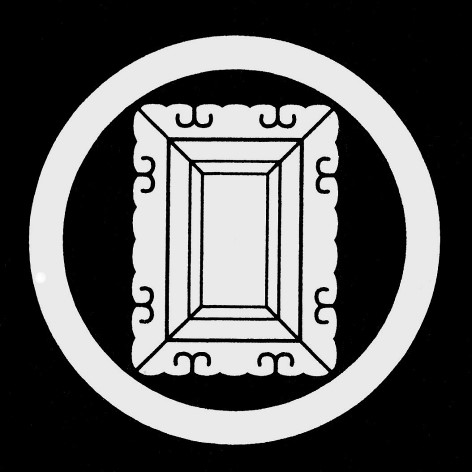
Wappen des jüngeren Zweiges

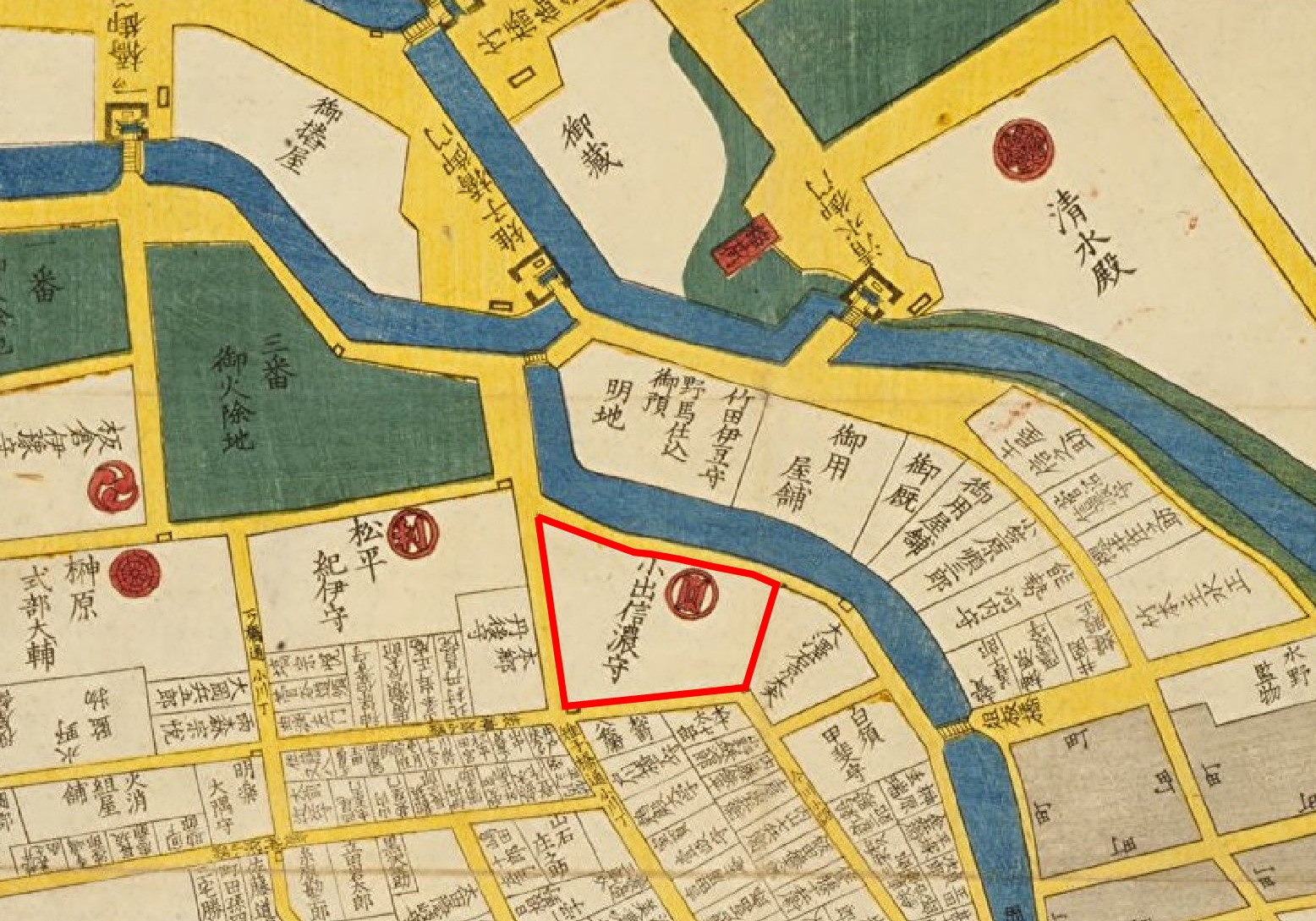
Koide-Residenz

Die Koide (japanisch 小出氏, Koide-shi) waren eine Familie des japanischen Schwertadels (Buke) aus der Provinz Owari, die sich von Fujiwara no Muchimaro (680–737) ableitete. Mit einem Einkommen von 29.000 Koku gehörten die in Sonobe (Präfektur Kyōto) residierenden Koide zu den kleineren Tozama-Daimyō der Edo-Zeit.

## Genealogie

### Älterer Zweig
- Hidemasa (秀政; 1540–1604) wurde Nakamura[A 4] (Provinz Owari) geboren, dem Geburtsort Toyotomi Hideyoshis. Er heiratete Hideyoshis Schwester und erhielt dank des Einflusses seines Schwagers Kishiwada (Izumi) mit 60.000 Koku und den Titel Harima no kami. Er wurde zusammen mit Katagiri Katsumoto als Erzieher Hideyoris, Hideyoshis Sohn, bestimmt. Als es zur Schlacht von Sekigahara kam, schickte der erkrankte Hidemasa seinen Sohn Yoshimasa, der auf der Seite von Ishida Kazushige focht.
- Yoshimasa (吉政; 1565–1613) erhielt 1595 die Burg Izushi in Izushi[A 5] (Tajima) mit 60.000 Koku und folgte dann 1604 seinem Vater auf der Domäne Kishiwada.
- Yoshihisa (吉英; 1586–1668), Yoshimasas Sohn übernahm 1604 Izushi und teilte 1612 seinen Besitz mit seinem Bruder Yoshichika. Diese Linie erlosch 1696.

### Jüngerer Zweig
- Yoshichika (吉親; 1586–1643), Bruder Yoshihides, residierte ab 1619 in einem Festen Haus (jinya) in Sonobe (Tamba) mit 29.0000 Koku. Nach 1868 Vizegraf.